# Eric Carle
Eric Carle (Syracuse (New York), 25 juni 1929 - Northampton (Massachusetts), 23 mei 2021) was een Amerikaans kinderboekenschrijver en illustrator.
Op zesjarige leeftijd verhuisde Eric Carle met zijn ouders naar Duitsland. Daar ging hij toen hij ouder was naar de Kunstacademie (Akademie der bildenden Künste) in Stuttgart. Toen hij 23 jaar oud was ging hij terug naar Amerika, waar hij een baan vond bij een krant als grafisch ontwerper. Daarna ging hij werken bij een reclamebureau.
Op een dag vroeg schrijver Bill Martin jr. of Eric tekeningen wilde maken bij een verhaal van hem (Beertje Bruin, wat zie je daar ?). Eric Carle vond het maken van kinderboeken zo leuk dat hij besloot er zijn beroep van te maken.
Het werk van Eric Carle is heel herkenbaar. Hij gebruikt een collagetechniek, dat wil zeggen dat hij zijn illustraties maakt met allerlei gekleurde stukjes papier. Zijn boeken gaan vaak over de natuur.
Zijn bekendste boek is The Very Hungry Caterpillar (1969). Het werd twee jaar later in het Nederlands vertaald als Rupsje Nooitgenoeg.
In 2002 heeft Eric Carle met zijn vrouw een museum geopend, het Eric Carle Museum of Picture Book Art. De collectie van het museum bevat naast het werk van Carle zelf, prentenboekkunst van over de hele wereld.